# Пустиња Стрелеки
Пустиња Стрелеки се налази у Аустралији, у североисточном делу државе Јужна Аустралија, југозападном делу Квинсленда и северозападном делу Новог Јужног Велса. Захвата површину од 40.000 km². Према типу подлоге спада у песковите пустиње.